# آشی هیشیگی
آشی هیشیگی (به ژاپنی: 足挫)-(به انگلیسی: Ashi-Hishigi) یکی از فنون و تکنیک‌های دستهٔ کاتامه-وازا رشتهٔ ورزشی جودو است که در زیردستهٔ کانستسو-وازا دسته‌بندی می‌شود.